# Бенгкулу (провінція)
Бенгкулу (індонез. Bengkulu) — провінція Індонезії на південно-західній Суматрі, що межує з Західною Суматрою на півночі, Джамбі та Південною Суматрою на сході і Лампунгом на південному сході. Провінція займає територію 19 919 км², крім основної території на острові Суматра, включає острови Мега і Енгано в Індійському океані.

## Історія
У VII ст. регіон став частиною імперії Шривіджая, у XIII—XVI ст. перебував під владою імперії Маджапагіт зі східної Яви.
Першими європейцями, що з'явилися на території провінції, були португальці (друга половина XVI ст), слідом за ними прийшли голландці. У кінці XVII ст. свою факторію відкрили англійці, які згодом заснували тут колонію Бенкулен (англ. Bencoolen). Місто Бенгкулу, тепер столиця провінції, та сусідні території належали британцям до 1824 р., коли вони, за угодою, віддали їх Нідерландам в обмін на Малакку.
Територія Бенгкулу стала частиною Республіки Індонезія в 1950 р. Спочатку вона перебувала в складі провінції Південна Суматра, а 1967 року на території західного узбережжя останньої було сформовано окрему провінцію Бенгкулу (офіційно цей статус вона отримала наступного року).

## Географія
Гори Барисан, серед яких є багато активних та погаслих вулканів, простягаються паралельно узбережжю й перетинають уздовж всю провінцію. Гора Себлат має висоту 2 383 м, гора Каба — 1 952 м. Біля підніжжя гір розташовані родючі прибережні рівнини, які час від часу здобрюються лавою та вулканічним попелом. Короткі річки, серед яких Селаган та Себлат, несуть свої води з гір у південно-західному напрямку до Індійського океану.

## Адміністративний поділ

Мапа провінції Бенгкулу

До складу провінції входять 9 округів та 1 муніципалітет (місто):
| Назва                                          | Площа, км² | Населення, осіб (2010, перепис) | Адміністративний центр               |
| ---------------------------------------------- | ---------- | ------------------------------- | ------------------------------------ |
| Південне Бенгкулу (індонез. Bengkulu Selatan)  | 1 186,10   | 142 940                         | Манна (індонез. Kota Manna)          |
| Реджанг-Лебонг (індонез. Rejang Lebong)        | 1 639,98   | 246 787                         | Чуруп (індонез. Curup)               |
| Північне Бенгкулу (індонез. Bengkulu Utara)    | 4 324,60   | 257 675                         | Арґамакрум (індонез. Arga Makmur)    |
| Каур (індонез. Kaur)                           | 2 369,05   | 107 899                         | Бінтухан (індонез. Kaur Selatan)     |
| Селума (індонез. Seluma)                       | 2 400,44   | 173 507                         | Тайс (індонез. Tais)                 |
| Мукомуко (індонез. Mukomuko)                   | 4 036,70   | 155 753                         | Мукомуко (індонез. Mukomuko)         |
| Лебонг (індонез. Lebong)                       | 1 921,82   | 99 215                          | Тубей (індонез. Muara Aman)          |
| Кепагіанг (індонез. Kepahiang)                 | 665,00     | 124 865                         | Кепагіанг (індонез. Kepahiang)       |
| Центральне Бенгкулу (індонез. Bengkulu Tengah) | 1 223,94   | 98 333                          | Карангтінґі (індонез. Karang Tinggi) |
| місто Бенгкулу (індонез. Kota Bengkulu)        | 151,70     | 308 544                         |                                      |
| Провінція Бенгкулу                             | 19 919,33  | 1 715 518                       | Бенгкулу (індонез. Kota Bengkulu)    |

## Економіка
Основними сільськогосподарськими культурами є рис, кукурудза, чай, кава, каучук, копра, пальмова олія, чорне і залізне дерево. Промисловість і майстерні займаються виробництвом харчових продуктів, тканин, різьбленням по дереву, обробкою металу, шкіри, виробництвом металоконструкцій і транспортного устаткування.. 

## Транспорт
Дороги йдуть паралельно узбережжю і з'єднують найважливіші населені пункти.

## Населення
Етнічний склад населення провінції Бенгкулу, за даними перепису населення 2000 року, був таким:
| Народи      | Чисельність | Доля в населенні |
| ----------- | ----------- | ---------------- |
| Яванці      | 348 505     | 22,31 %          |
| Реджанги    | 333 635     | 21,36 %          |
| Сераваї     | 279 154     | 17,87 %          |
| Малайці     | 123 868     | 7,93 %           |
| Лембаки     | 77 241      | 4,95 %           |
| Мінангкабау | 66 861      | 4,28 %           |
| Сунданці    | 46 991      | 3,01 %           |
| Інші        | 285 027     | 18,26 %          |
| Всього      | 1 561 852   | 100,00 %         |

Реджанги, яванці та малайські народи (бенгкулу-малайці, сераваї, пасемахи, лембаки, каури та ін.) — це головні етнічні групи провінції. Населення північного округу Мукомуко (мукомуко, пекали) споріднене з мінангкабау Західної Суматри. На острові Енгано живе окремий маленький народ — енганці.
Яванці, які є найбільшою етнічною групою провінції, з'явилися тут лише в XX ст. у результаті здійснення державної політики трансміграції.
За даними перепису населення 2010 року, в провінції Бенгкулу проживало 1 669 081 мусульманин (97,3 % населення), 35 088 християн (2,0 % населення).